# Gove Saulsbury
Gove Saulsbury, född 29 maj 1815 i Kent County, Delaware, död 31 juli 1881 i Dover, Delaware, var en amerikansk demokratisk politiker. Han var guvernör i delstaten Delaware 1865-1871. Han var äldre bror till Eli M. Saulsbury och Willard Saulsbury.
Saulsbury var son till William och Margaret Saulsbury. Släkten härstammade ursprungligen från Wales.
Saulsbury studerade vid Delaware College (numera University of Delaware). Han avlade 1842 läkarexamen vid University of Pennsylvania. Han var ledamot av delstatens senat 1863-1865. Han tillträdde 1865 som talman i delstatens senat. Guvernör William Cannon avled kort därefter i ämbetet och efterträddes av Saulsbury. Viceguvernörsämbetet existerade nämligen inte alls i Delaware under 1800-talet; ämbetet inrättades först 1901 i enlighet med 1897 års konstitution. Saulsbury efterträddes 1871 som guvernör av James Ponder.
Saulsbury var metodist och han gravsattes på Methodist Cemetery i Dover.